# Liste der Kulturdenkmale in Luxemburg-Merl
In der Liste der Kulturdenkmale in Luxemburg-Merl sind alle Kulturdenkmale des luxemburgischen Stadtteils Merl aufgeführt (Stand: 15. Juli 2025).
| Bild                                                                     | Bezeichnung                                                              | Lage                                       | Beschreibung | Stufe | Eingetragen seit                          |
| ------------------------------------------------------------------------ | ------------------------------------------------------------------------ | ------------------------------------------ | ------------ | ----- | ----------------------------------------- |
| barocke Ausstattung im alten Teil der Pfarrkirche                        | barocke Ausstattung im alten Teil der Pfarrkirche                        | rue de Merl (Karte)                        |              | PCN   | 19. Januar 1990                           |
| Gebäude                                                                  | Gebäude                                                                  | 273, route de Longwy                       |              | PCN   | 18. Mai 2007                              |
| ehemaliger Bauernhof („das Schloss“) mit Nebengebäuden, Gärten und Platz | ehemaliger Bauernhof („das Schloss“) mit Nebengebäuden, Gärten und Platz | 20, rue des Celtes (Karte)                 |              | IS    | 3. März 1989                              |
| Weitere Bilder                                                           | alter Teil der Pfarrkirche mit Turm                                      | rue de Merl (Karte)                        |              | IS    | 13. März 1989                             |
| Gebäude mit Grundstücken                                                 | Gebäude mit Grundstücken                                                 | 2, 6, 8 und 10, rue de la Barrière (Karte) |              | IS    | 1. März 1989 13. März 1989 3. August 1989 |
| Weitere Bilder                                                           | Reste einer Windmühle mit zwei Nebengebäuden                             | op de Wandmillen/Val Fleuri (Karte)        |              | IS    | 11. Dezember 2002                         |
| ehemaliger Bauernhof                                                     | ehemaliger Bauernhof                                                     | 18 und 20, rue de Saint-Hubert (Karte)     |              | IS    | 2. Dezember 2013                          |
| Gebäude                                                                  | Gebäude                                                                  | 165, rue de Merl (Karte)                   |              | IS    | 26. Februar 2018                          |

Legende: PCN – Immeubles et objets bénéficiant des effets de classement comme patrimoine culturel national; IS – Immeubles et objets inscrits à l’inventaire supplémentaire

## Quelle
- Liste des immeubles et objets beneficiant d’une protection nationales, Nationales Institut für das gebaute Erbe, Fassung vom 11. Juli 2022, S. 77, 85, 86 (Wandmillen)  (PDF)

- Karte mit allen Koordinaten:
- OSM |
- WikiMap

Bahnhofsviertel |
Beggen |
Belair |
Bonneweg |
Cents |
Clausen |
Dommeldingen |
Eich |
Gasperich |
Grund |
Hamm |
Hollerich |
Kirchberg |
Limpertsberg |
Merl |
Mühlenbach |
Neudorf-Weimershof |
Pfaffenthal |
Pulvermühle |
Rollingergrund |
Oberstadt |
Weimerskirch |
Zessingen
Bad Mondorf |
Bartringen |
Bauschleiden |
Bech |
Beckerich |
Befort |
Berdorf |
Bettemburg |
Bettendorf |
Betzdorf |
Bissen |
Biwer |
Burscheid |
Bous-Waldbredimus |
Clerf |
Colmar-Berg |
Consdorf |
Contern |
Dalheim |
Diekirch |
Differdingen |
Dippach |
Düdelingen |
Echternach |
Ell |
Ernztalgemeinde |
Erpeldingen an der Sauer |
Esch an der Alzette |
Esch an der Sauer |
Ettelbrück |
Fels |
Feulen |
Fischbach |
Flaxweiler |
Frisingen |
Garnich |
Goesdorf |
Grevenmacher |
Grosbous-Wahl |
Habscht |
Heffingen |
Helperknapp |
Hesperingen |
Junglinster |
Käerjeng |
Kayl |
Kehlen |
Kiischpelt |
Koerich |
Kopstal |
Lenningen |
Leudelingen |
Lintgen |
Lorentzweiler |
Luxemburg |
Mamer |
Manternach |
Mersch |
Mertert |
Mertzig |
Monnerich |
Niederanven |
Nommern |
Parc Hosingen |
Petingen |
Préizerdaul |
Pütscheid |
Rambruch |
Reckingen/Mess |
Redingen/Attert |
Reisdorf |
Remich |
Roeser |
Rosport-Mompach |
Rümelingen |
Saeul |
Sandweiler |
Sassenheim |
Schengen |
Schieren |
Schifflingen |
Schüttringen |
Stadtbredimus |
Stauseegemeinde |
Steinfort |
Steinsel |
Strassen |
Tandel |
Ulflingen |
Useldingen |
Vianden |
Vichten |
Waldbillig |
Walferdingen |
Weiler zum Turm |
Weiswampach |
Wiltz |
Winseler |
Wintger |
Wormeldingen